# Bermondsey (London Underground)

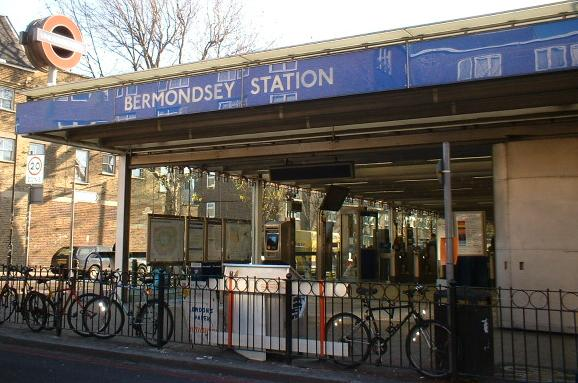
Station Bermondsey

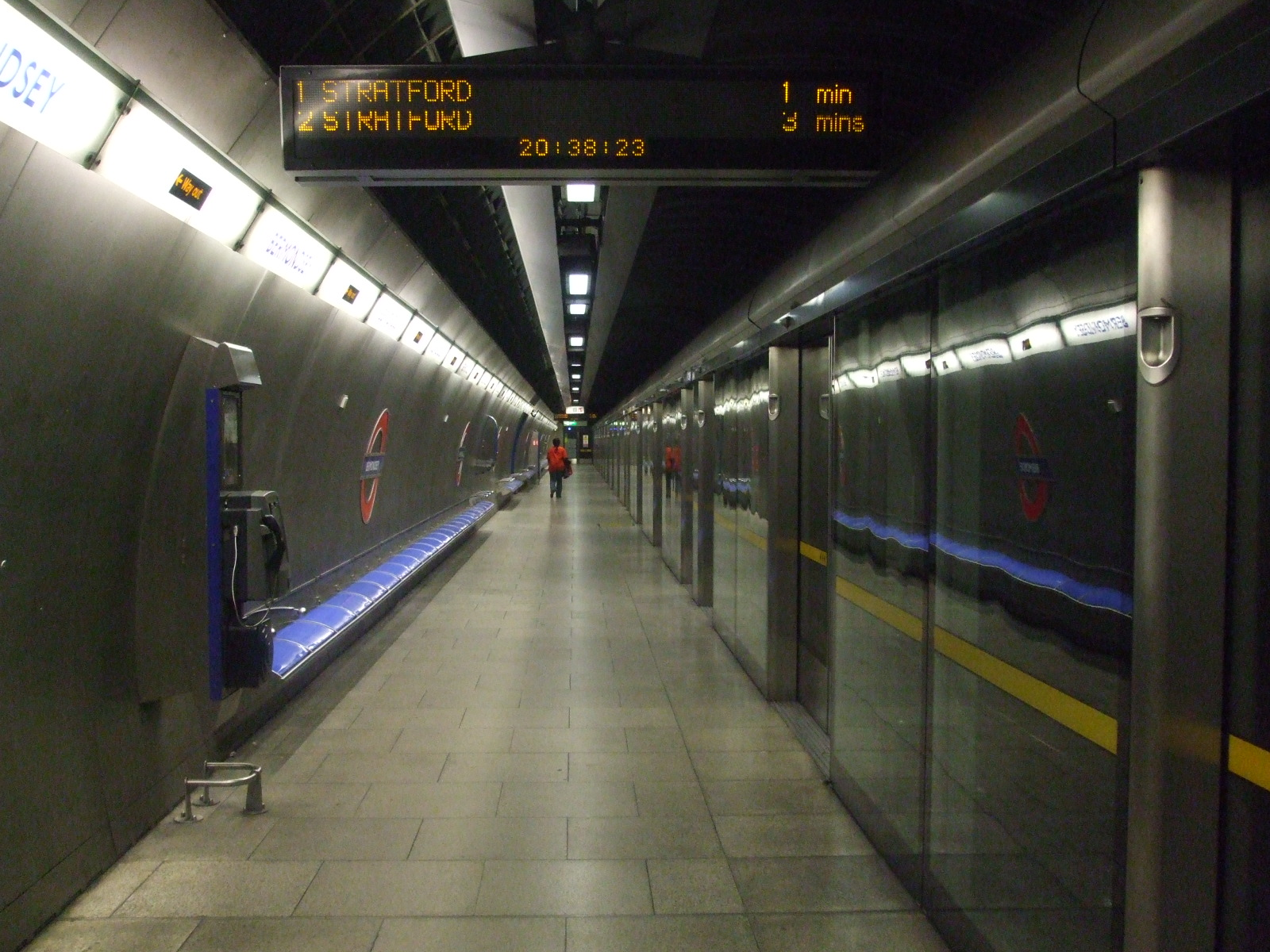
Bahnsteig

Bermondsey ist eine unterirdische Station der London Underground im Stadtbezirk London Borough of Southwark. Sie liegt in der Travelcard-Tarifzone 2 an der Jamaica Road. Im Jahr 2014 nutzten 9,38 Millionen Fahrgäste diese von der Jubilee Line bediente Station.
Die am 17. September 1999 eröffnete Station war eine Woche lang Endstation, bevor das Teilstück nach Waterloo den Betrieb aufnahm. Das von Ian Ritchie entworfene Stationsgebäude ist fast völlig transparent. Eine Kuppel und Wände aus Glas lassen das Tageslicht ungehindert bis hinunter zu den Bahnsteigen passieren. Die Kuppel wird von Stützen aus rostfreiem Stahl getragen, an denen die Sonnenstrahlen reflektiert werden.
Wie in den übrigen im Jahr 1999 eröffneten Tunnelstationen der Jubilee-Line-Verlängerung sind auch die Bahnsteige in Bermondsey durch Bahnsteigtüren von den Gleisen getrennt.